# Neommatissus formosanus
Neommatissus formosanus är en insektsart som först beskrevs av Kato 1933.  Neommatissus formosanus ingår i släktet Neommatissus och familjen Dictyopharidae. Inga underarter finns listade i Catalogue of Life.